# Söderhamns CK
Söderhamns CK är en curlingklubb i Söderhamn, ansluten till Svenska Curlingförbundet. Klubben bildades 1959. Den hade sin hemmaarena på Hällåsen i Söderhamn. 